# Riga Masters (snooker)
O Riga Masters ou Masters de Riga (conhecido oficialmente como Kaspersky Riga Masters, por conta do patrocínio) é um torneio profissional de snooker. Desde sua primeira edição em 2014, o evento ocorre anualmente na Arena Riga, em Riga, capital e a maior cidade da Letônia, no nordeste da Europa. O evento atualmente faz parte do calendário do ranking mundial da categoria. O chinês Yan Bingtao é o atual campeão da competição.

## História
A edição inaugural foi o Kaspersky Riga Open de 2014, vencido pelo inglês Mark Selby, sendo o primeiro torneio profissional de snooker a ser realizado na Letônia. O evento foi realizado novamente em 2015, e o inglês Barry Hawkins levantou o troféu e, no ano seguinte, com a mudança de nome para Kaspersky Riga Masters, a taça foi para o australiano Neil Robertson. O galês Ryan Day ganhou o título em 2017, batendo o escocês Stephen Maguire por 5–2 na final, mesmo placar da vitória de Neil Robertson na final da edição de 2018 ante o inglês Jack Lisowski.
O Kaspersky Riga Masters de 2019 foi realizado de 26 a 28 de julho. O chinês Yan Bingtao foi o grande campeão, seu primeiro título no ranking, vencendo o inglês Mark Joyce por 5–2 na final.

## Edições

### Título por ano
| Ano          | Campeão        | Vice-campeão    | Placar    | Temporada | Ref.      |           |
| Riga Open    | Riga Open      | Riga Open       | Riga Open | Riga Open | Riga Open | Riga Open |
| ------------ | -------------- | --------------- | --------- | --------- | --------- | --------- |
| 2014         | Mark Selby     | Mark Allen      | 4–3       | 2014–15   | [ 4 ]     |           |
| 2015         | Barry Hawkins  | Tom Ford        | 4–1       | 2015–16   | [ 5 ]     |           |
| Riga Masters |                |                 |           |           |           |           |
| 2016         | Neil Robertson | Michael Holt    | 5–2       | 2016–17   | [ 6 ]     |           |
| 2017         | Ryan Day       | Stephen Maguire | 5–2       | 2017–18   |           |           |
| 2018         | Neil Robertson | Jack Lisowski   | 5–2       | 2018–19   | [ 7 ]     |           |
| 2019         | Yan Bingtao    | Mark Joyce      | 5–2       | 2019–20   | [ 8 ]     |           |
| 2020         | A definir      | A definir       | –         | 2020–21   |           |           |

### Títulos por jogador
| Jogador         | Título(s) | Vice(s) | Ano(s) do(s) título(s) | Ano(s) do(s) vice(s) |
| --------------- | --------- | ------- | ---------------------- | -------------------- |
| Neil Robertson  | 2         | 0       | 2016, 2018             |                      |
| Mark Selby      | 1         | 0       | 2014                   |                      |
| Barry Hawkins   | 1         | 0       | 2015                   |                      |
| Ryan Day        | 1         | 0       | 2017                   |                      |
| Yan Bingtao     | 1         | 0       | 2019                   |                      |
| Mark Allen      | 0         | 1       |                        | 2014                 |
| Tom Ford        | 0         | 1       |                        | 2015                 |
| Michael Holt    | 0         | 1       |                        | 2016                 |
| Stephen Maguire | 0         | 1       |                        | 2017                 |
| Jack Lisowski   | 0         | 1       |                        | 2018                 |
| Mark Joyce      | 0         | 1       |                        | 2019                 |

### Títulos por país
| País             | Título(s) | Vice(s) | Jogador(es) campeão(ões)          |
| ---------------- | --------- | ------- | --------------------------------- |
| Inglaterra       | 2         | 4       | Mark Selby (1); Barry Hawkins (1) |
| Austrália        | 2         | 0       | Neil Robertson                    |
| País de Gales    | 1         | 0       | Ryan Day                          |
| China            | 1         | 0       | Yan Bingtao                       |
| Irlanda do Norte | 0         | 1       |                                   |
| Escócia          | 0         | 1       |                                   |